# Xystridura
Xystridura è stato un trilobite dell'ordine dei Redlichiida, vissuto principalmente nel Cambriano medio.

## Descrizione
Questo trilobite è caratterizzato dal contorno ovale del corpo. La porzione cefalica presenta una larghezza doppia della lunghezza, con la glabella munita di solchi e gli occhi grandi.
L'angolo genale si prolunga a formare spine genali corte. Il torace è suddiviso in 13 segmenti, con l'asse più stretto dei lobi pleurali, profondamente solcati. Anche lo scudo cefalico è solcato e presenta una serie di spine lungo il margine posteriore. Raggiungeva i 6 cm di lunghezza media.

## Habitat
Xystridura viveva in prossimità del sedimento dei fondali marini. La distribuzione del genere è in Australia.

## Classificazione
Xystridura fa parte dell'ordine Redlichiida, è della famiglia Xystriduridae.